# عمر النيشاني
عمر النيشاني (5 فبراير 1887–26 مايو 1954) هو سياسي وطبيب ألباني،شغل منصب وزير الخارجية لجمهورية ألبانيا الشعبية الاشتراكية من 22 أكتوبر 1944 حتى 22 مارس 1946،ورئيس هيئة رئاسة جمهورية ألبانيا الشعبية الاشتراكية من 16 مارس 1946 حتى 1 أغسطس 1953،ولعب دورًا كبيرًا في النضال ضد الملك أحمد زوغو،ولاحقًا في النضال ضد الاحتلال الإيطالي.

## استقالته ووفاته
أجبر على الاستقالة في 24 يوليو 1953،لأسباب صحية،وخلفه هاكشي ليشي في المنصب،وتم تشريح جثته على أنه انتحر،ولكن تشير التقارير اللاحقة على أنه تعرض لإطلاق نار.